# Jurij Moskvitin
Jurij Moskvitin, né Robert Jurij Moskvitin-Hansen le 6 janvier 1938 et mort le 25 mai 2005, est un pianiste, compositeur, journaliste, philosophe et mathématicien danois qui fut également membre de la « bohême » de son époque.

## Biographie
Moskvitin grandit au Danemark d'un père danois, ingénieur, et d'une mère issue de l'aristocratie russe émigrée (famille Moskvitine) après la révolution de 1917. Il étudie la musique au conservatoire royal du Danemark situé à Copenhague, puis il est diplômé de philosophie de l'université de Copenhague. C'est un ami proche dans sa jeunesse de la célèbre femme de lettres Karen Blixen (1885-1962), du fondateur de lignes de charters Simon Spies (1921-1984), dont il écrivit la biographie, du compositeur Ilja Bergh (1927) et de l'écrivain Henrik Stangerup (1937-1998).
C'est l'une des principales personnalités présentées dans le film documentaire En aften i november, l'autre étant le compositeur Ilja Bergh. Il apparaît également dans une entrevue filmée dans le documentaire At skrive eller dø & At forråde virkeligheden où il traite de sa relation avec Henrik Stangerup, dont il écrivit la biographie. Il participait régulièrement à l'émission télévisée danoise Smagsdommerne jusqu'à sa mort et fut interviewé par la radio danoise sur son amitié avec le pianiste Klaus Heerfordt.
Ses ouvrages de philosophie traitent de différents états de la conscience et de l'origine de la pensée.

### Den døve øgle  (Le Lézard sourd)

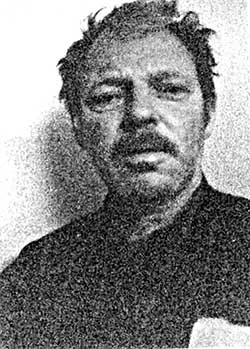
Moskvitin en 1996

Son autobiographie, parue en 2001, traite de son enfance et de sa jeunesse. Il décrit comment il est devenu ami avec Karen Blixen, évoque ses premières amours à Paris, son grand concert au Caire et le cercle aristocratique des amis de sa mère. Le livre se poursuit par la description de sa quête insatiable de l'amour des femmes, de sa dépendance à la drogue et de ses recherches spirituelles intérieures.

## Œuvres
- Essay on The Origin of Thought, 1974 (ouvrage de philosophie), Ohio University Press,  (ISBN 0-8214-0156-4)
- Det er spændende at tænke, 1976 (ouvrage de philosophie)
- Musique du film "Jorden Er Flad"[3], 1977  (scénario d'Henrik Stangerup)
- Den store undren, 1992 (ouvrage de philosophie)
- Simon Spies – Historien om et venskab, 1984-1999 (biographie), Lindhart og Ringhof,  (ISBN 87-595-1220-2).
- Den døve øgle, 2001 (autobiographie), Lindhart og Ringhof,  (ISBN 87-595-1234-2)
- Du må ikke sjuske med dit liv, 2008 (biographie d'Henrik Stangerup), posthume

## Source
- (en) Cet article est partiellement ou en totalité issu de l’article de Wikipédia en anglais intitulé « Jurij Moskvitin » (voir la liste des auteurs).